# Teurthéville-Bocage

Teurthéville-Bocage este o comună în departamentul Manche, Franța. În 1 ianuarie 2022 avea o populație de 594 de locuitori.